# Corri uomo corri
Corri uomo corri (ang. Run, Man, Run!) – włosko-francuski spaghetti western z 1968 roku w reżyserii Sergia Sollimy. Kontynuacja wcześniejszego filmu reżysera pt. Colorado (1967).

## Fabuła
Manuel Sanchez niedługo po powrocie do swojego miasta zostaje aresztowany. W więzieniu poznaje Ramireza, który oferuje mu pieniądze za wydostanie się na wolność. Niestety wkrótce po udanej ucieczce Ramirez ginie, lecz przed śmiercią informuje Cuchillo o ukrytym złocie.

## Obsada
- Tomás Milián – Manuel „Cuchillo” Sanchez
- Donald O’Brien – Nathaniel Cassidy
- John Ireland – Santillana
- Linda Veras – Penny Bannington
- Chelo Alonso – Dolores